# Sympistis mut
Sympistis mut là một loài bướm đêm thuộc họ Noctuidae. Nó được tìm thấy ở California.
Sải cánh dài 36–39 mm.